# Meriden (West Midlands)
Meriden – wieś w Anglii, w hrabstwie ceremonialnym West Midlands, w dystrykcie metropolitalnym Solihull. Leży 18 km na wschód od miasta Birmingham i 147 km na północny zachód od Londynu. W 2001 miejscowość liczyła 2734 mieszkańców.